# Sarroca de Bellera
Sarroca de Bellera – gmina w Hiszpanii, w prowincji Lleida, w Katalonii, o powierzchni 36,97 km². W 2011 roku gmina liczyła 129 mieszkańców.